# Qemu-Launcher
Qemu Launcher – nakładka graficzna oparta na bibliotece Gtk+. Aplikacja służy do zarządzania emulatorem komputera – QEMU. Program został napisany przez Erika Meitnera i Linasa Žvirblisa.

## Właściwości
Qemu Launcher jest graficznym interfejsem napisanym w Perlu, służącym do łatwej obsługi Qemu. Program potrafi tworzyć oraz konwertować wirtualne dyski, uruchamiać maszynę wirtualną z różną konfiguracją sprzętową. Dzięki przejrzystemu interfejsowi graficznemu obsługa Qemu jest prosta i szybka.
Dzięki tej aplikacji możemy w łatwy sposób uruchamiać wirtualną maszynę ze wspomaganiem kqemu. Za pomocą interfejsu graficznego ustawiamy wszystkie opcje przyszłej maszyny wirtualnej takie jak wielkość pamięci RAM (maks. 64 GB), wirtualne dyski twarde, napędy CD/DVD, stacje dyskietek. Aplikacja pozwala również na ustawienie liczby procesorów (maks. 255) i architektury procesora.

## Wymagania systemowe
- Perl
- Gtk2 Perl
- Gtk2::GladeXML Perl
- Locale::gettext Perl
- QEMU